# Vrbice (ort i Tjeckien, lat 50,37, long 15,43)
Vrbice är en ort i Tjeckien. Den ligger i den centrala delen av landet, 80 km öster om huvudstaden Prag. Vrbice ligger 253 meter över havet och antalet invånare är 117.
Terrängen runt Vrbice är platt. Runt Vrbice är det ganska glesbefolkat, med 50 invånare per kvadratkilometer. Närmaste större samhälle är Jičín, 9,3 km nordväst om Vrbice. Trakten runt Vrbice består till största delen av jordbruksmark.